# 1691
1691 (MDCXCI) fue un año común comenzado en lunes según el calendario gregoriano.

## Acontecimientos
- Enero: Eusebio Kino llega a evangelizar a Arizona.
- 8 de febrero: Independencia de las aldeas de Morella tras pagar "veinte mil duros" a la corona (Carlos II). A esta invitación solo respondieron los pueblos de Forcall, Catí, Villafranca, Cinctorres, Castellfort, Portell, Olocau, La Mata y Vallibona, los que al fin alcanzaron lo que pretendían por decreto firmado en Madrid en este día y año.[1]
- 21 de abril: la ciudad de Cartago fue trasladada al lugar donde se encuentra en la actualidad por los continuos ataques de los Pijaos.
- 15 de julio: en Roma, el cardenal Pignatelli es elegido papa con el nombre de Inocencio XII y se reconcilia con Luis XIV.
- 13 de octubre: la revuelta irlandesa termina con el Tratado de Limerick donde más de 12,000 irlandeses rebeldes se ven obligados a exiliarse en Francia.

## Nacimientos
25 de marzo: Francisco de Portugal, Infante de Portugal

## Fallecimientos
- 13 de enero: George Fox, místico británico, fundador de los cuáqueros (n. 1624).
- 1 de febrero: Alejandro VIII, papa veneciano (n. 1610).
- 6 de mayo: Caterina Tarongí, mujer judía mallorquí quemada viva por la Inquisición española (n. 1646).
- 31 de julio: Crisóstomo Royo de Castellví, obispo español (n. 1629).
- 30 de diciembre: Robert Boyle, químico inglés (n. 1627).